# Le parigine
Le parigine (Les Parisiennes) è un film collettivo del 1962 di produzione italo-francese.
Il film comprende quattro episodi:
- Sophie, diretto da Marc Allégret
- Françoise, diretto da Claude Barma
- Antonia, diretto da Michel Boisrond
- Ella, diretto da Jacques Poitrenaud